# Liste des maires de Saint-Amand-Montrond
Cet article dresse une liste par ordre de mandat des maires de Saint-Amand-Montrond.

## Liste des maires

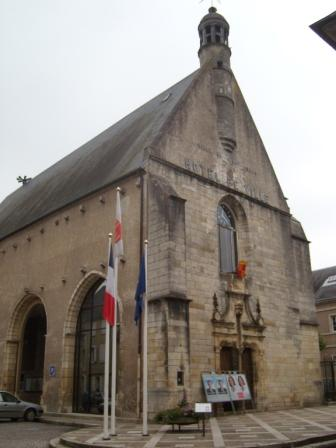
L'hôtel de ville de Saint-Amand-Montrond.

| Période                                  | Période          | Identité                               | Étiquette    | Qualité |
| ---------------------------------------- | ---------------- | -------------------------------------- | ------------ | --- |
| Les données manquantes sont à compléter. |                  |                                        |              | |
| 1621                                     |                  | Antoine Bonnet de Sarzay               |              | Premier maire de la ville |
| 1640                                     |                  | Pierre Bernardat                       |              | |
| 1696                                     |                  | Pierre Geoffrenet de Champdavid        |              | Bailli |
| 1762                                     | 1763             | Louis-Antoine Fouquet des Babillots    |              | Conseiller du Roi Procureur au grenier à sel                                                                                            |
| 1763                                     | 1765             | Pierre Geoffrenet des Beaux-Pleins     |              | Avocat au Parlement |
| 1765                                     | 1766             | M. Le Rasle                            |              | |
| 1766                                     | 1769             | M. Rollet                              |              | |
| 1769                                     | 1770             | Pierre Piaud de Villers                |              | |
| 1770                                     | 1773             | M. Le Rasle                            |              | |
| 1773                                     | 1775             | Jean-Baptiste Josset des Bruères       |              | |
| 1775                                     | 1781             | Charles Josset de Vougon               |              | Colonel de la milice-bourgeoisie |
| 1781                                     | 1786             | Nicolas Jean-Baptiste Bonnet de Sarzay |              | Conseiller du Roi Président au grenier à sel Secrétaire d'ambassade en Russie                                                           |
| 1786                                     | 1790             | M. Goumeteau                           |              | Dernier maire nommé par le seigneur de Saint-Amand                                                                                      |
| 1790                                     | 1790             | Pierre-Paul le Large de La Coudre      |              | Premier maire élu par le suffrage du peuple                                                                                             |
| 1790                                     | 1792             | François Bujon des Brosses             |              | |
| 1792                                     | 1793             | Louis Antoine Fouquet de Pont Charraud |              | |
| 1793                                     | an III           | Jean-Gabriel Robin                     |              | Membre du Conseil des Anciens |
| an III                                   | an IV            | François Bujon des Brosses             |              | Président de l'administration municipale                                                                                                |
| an IV                                    | an V             | M. Fouquet                             |              | |
| an V                                     | an VIII          | François Bujon des Brosses             |              | |
| an VIII                                  | 1808             | Jean Charles Josset-Vougon             |              | Nommé maire par le premier Consul |
| 1808                                     | 1816             | Jean Charles Josset-Vougon             |              | Nommé par l'Empereur |
| 1816                                     | 1828             | Charles de La Cour                     |              | |
| 1828                                     | 1830             | Bernard Rey                            |              | |
| 1830                                     | 1831             | M. Tiphenat                            |              | |
| 1831                                     | 1848             | Raymond Florimond Robertet             |              | |
| 1848                                     | 1863             | Claude Alphonse Dubreuil               |              | |
| 1863                                     | 1868             | M. Loyer                               |              | |
| 1868                                     | 1872             | Charles Gagneron                       |              | |
| Les données manquantes sont à compléter. |                  |                                        |              | |
| 1912                                     | 1919             | Émile Dumas                            |              | Député |
| 1919                                     | 1925             | Jules Barrat                           |              | |
| 1925                                     | 1935             | Charles Bédu                           |              | Député |
| 1935                                     | 1940             | Robert Lazurick                        | SFIO         | Député |
| 21/6/1940                                | 19/2/1941        | Lucien Mailliaud                       |              | Imprimeur, nommé par le sous-préfet |
| 19/2/1941                                | sep. 1944        | René Sadrin                            |              | Nommé par le sous-préfet Conseiller général de Saint-Amand-Montrond                                                                     |
| oct. 1944                                | 10/5/1953        | Lucien Mailliaud                       |              | Imprimeur |
| 10/5/1953                                | 21/3/1959        | Jacques Pivoteau                       |              | Libraire |
| 21/3/1959                                | 1971             | Jean-Marie Duron                       |              | Pharmacien Conseiller général de Saint-Amand-Montrond                                                                                   |
| 1971                                     | 1983             | Maurice Papon                          | UDR puis RPR | Maire de Gretz-Armainvilliers Député Ministre                                                                                           |
| 1983                                     | 16 décembre 2007 | Serge Vinçon                           | RPR puis UMP | Professeur de collège Président de la CC du Cœur de France, Conseiller général de Saint-Amand-Montrond Sénateur Frère de Thierry Vinçon |
| décembre 2007                            | mars 2008        | Geneviève Bobin                        |              | Attachée parlementaire 1re adjointe au maire Médaillée de vermeil                                                                       |
| mars 2008,                               | mai 2020         | Thierry Vinçon                         | UMP puis LR  | Président de la CC Cœur de France, Frère de Serge Vinçon                                                                                |
| mai 2020                                 | En cours         | Emmanuel Riotte                        | LR           | Conseiller départemental |